# Estfield
Estfield (Eigenschreibweise ESTfield) ist eine estnische Automarke.

## Unternehmensgeschichte
Das Unternehmen Racetech Ltd (Eigenschreibweise RaceTech Ltd.) aus Tartu begann 1992 unter Leitung von Valter Teppan mit der Produktion von Karts. 2000 kamen Automobile und Kit Cars dazu. Der Markenname lautet Estfield. Käufer gibt es aus Estland, Schweden und Lettland.

## Fahrzeuge
Das einzige Modell ähnelt dem Lotus Seven. Es ist ein zweisitziger Roadster. Bis Ende 2003 entstanden bereits 78 Fahrgestelle. Eine andere Quelle gibt für das Jahr 2003 die Produktion von einem Komplettfahrzeug und 20 Bausätzen an. Verschiedene Motoren von Alfa Romeo, Audi, BMW, Chevrolet, Ford, Lada, Moskwitsch, Nissan, Toyota, Volvo und Volkswagen treiben die Fahrzeuge an. Eine andere Quelle nennt für das Jahr 2003 Motoren von Lada mit 1600 cm³ Hubraum und 76 PS Leistung, BMW und VW mit 1800 cm³ Hubraum und 90 PS, Alfa Romeo mit 2000 cm³ Hubraum und 130 PS sowie einen V8-Motor von Chevrolet mit 5700 cm³ Hubraum und 375 PS Leistung. Komplettfahrzeuge wurden 2003 für 5.300 Euro bis 16.300 Euro angeboten.